# Maun
Maun è un villaggio del Botswana situato nel distretto Nordoccidentale, sottodistretto di Ngamiland East. Il villaggio, secondo il censimento del 2011, conta 60.263 abitanti.

## Località
Nel territorio del villaggio sono presenti le seguenti 45 località:
- Boro di 393 abitanti,
- Buffalo Trials Camp 1,
- Buffalo Trials Camp 2,
- Chuchubega di 195 abitanti,
- Chuchubega Water Affairs di 2 abitanti,
- Daugha di 45 abitanti,
- Dikgatlhong di 96 abitanti,
- Gogomoga di 34 abitanti,
- Goruku di 61 abitanti,
- Gxwegxwa di 199 abitanti,
- Kgantshang di 230 abitanti,
- Kgoria di 20 abitanti,
- Khooxoba di 14 abitanti,
- Kookale di 6 abitanti,
- Koromo di 49 abitanti,
- Kumokoga di 9 abitanti,
- Lediba di 42 abitanti,
- Maphane di 224 abitanti,
- Mapororo Properties,
- Marophe di 22 abitanti,
- Maun Wildlife,
- Mawana di 284 abitanti,
- Mushu di 26 abitanti,
- Nxharaga di 346 abitanti,
- Polokabatho di 132 abitanti,
- Samodupi di 471 abitanti,
- Sedibana,
- Shashe di 604 abitanti,
- Sitatunga Camp di 37 abitanti,
- Tatamoga di 102 abitanti,
- Thamalakane di 58 abitanti,
- Thamalakane di 57 abitanti,
- Tianoga,
- Tsanekona di 328 abitanti,
- Tsetseku di 4 abitanti,
- Tshadamo di 62 abitanti,
- Tsibogo-la-Matebele di 215 abitanti,
- Xabarachaa di 27 abitanti,
- Xaega di 20 abitanti,
- Xakukara di 46 abitanti,
- Xaraxau Flats di 412 abitanti,
- Xhana di 153 abitanti,
- Xhobe di 277 abitanti,
- Xhutego di 5 abitanti,
- Xoo di 123 abitanti

## Infrastrutture e trasporti
Maun è servito da un scalo aeroportuale, l'aeroporto di Maun, indicato dalla Civil Aviation Authority of Botswana (CAAB) come International Major Airport. Lo scalo è il secondo, dopo l'Aeroporto Internazionale Sir Seretse Khama della capitale Gaborone, per traffico passeggeri del paese, strategicamente importante per il turismo locale essendo accesso al Delta dell'Okavango e alla Riserva faunistica Moremi.